# Tre Valli Varesine 1920
La Tre Valli Varesine 1920, seconda edizione della corsa, si svolse nel 1920 su un percorso di 100 km. La vittoria fu appannaggio dell'italiano Raimondo Rosa, che precedette i connazionali Carlo Spina e Camillo Bertarelli.

## Ordine d'arrivo (Top 5)
| Pos. | Corridore          | Squadra | Tempo |
| ---- | ------------------ | ------- | ----- |
| 1    | Raimondo Rosa      | -       |       |
| 2    | Carlo Spina        | -       |       |
| 3    | Camillo Bertarelli | -       |       |
| 4    | L. Malinverni      | -       |       |
| 5    | Ceresa             | -       |       |